# Fernmeldeamt (Deutsche Post der DDR)
Der politischen Organisation der DDR folgend gab es in jedem Bezirk ein Fernmeldeamt, das in der Bezirksstadt angesiedelt war. Es gab 14 Fernmeldeämter und dazu das Fernsprechamt Berlin und das Fernmeldeamt der Regierung im Ostteil Berlins. Das Fernmeldeamt wurde in der DDR amtlich mit FMA abgekürzt. Für den Fernmeldebau gab es besondere Fernmeldebauämter (FBA) die in der Regel ebenfalls in den Bezirksstädten und in Berlin angesiedelt waren.
In den Kreisstädten gab es Post- und Fernmeldeämter (PFA), die in jeweils eine Abteilung Post- und eine Abteilung Fernmeldedienst mit diesen untergeordneten Dienststellen und Stellen gegliedert waren. Der Amtsleiter wurde vom Postdienst gestellt, sein Stellvertreter war für den Fernmeldebereich zuständig.

## Aufgaben
Ein FMA gliederte sich in 6 Aufgabenbereiche:
- Aufgabenbereich 1 – Verwaltung
- Aufgabenbereich 2 – Haushalt
- Aufgabenbereich 3 – Teilnehmerdienste
- Aufgabenbereich 4 – Fernsprechdienst (Hand) und Telegrammdienst
- Aufgabenbereich 5 – Vermittlungs- und Übertragungstechnik
- Aufgabenbereich 6 – Linientechnik

## Aufbau
Die Amtsleitung eines Fernmeldeamtes setzte sich aus Leiter des Amtes und Abteilungsleitern zusammen. Der Leiter des Amtes war zuständig für die ordnungsgemäße Ausführung aller dem Amt zugewiesene Aufgaben. Die Abteilungsleiter leiteten selbständig den Dienst der ihnen unterstellten Abteilungen nach den gültigen Bestimmungen wie Verordnungen, Dienstanweisungen und Richtlinien.
Die verwaltungstechnischen Gliederungen eines Fernmeldeamtes waren
- Abteilungen
  - Aufgabe: Die Zusammenfassung eines oder mehrerer Aufgabenbereiche.
  - Leitung: Abteilungsleiter
- Dienststellen
  - Aufgabe: Zuständig für Fachaufgaben innerhalb einer Abteilung.
  - Leitung: Dienststellenleiter
- Stellen
  - Aufgabe: Entweder fachliche Untergliederung einer Dienststelle oder selbstständige Einheit in einer Abteilung.
  - Leitung: Stellenleiter
- Baubezirke
  - Aufgabe: Sie waren für fernmeldetechnische Arbeiten bzw. fernmeldetechnische Sonderaufgaben zuständig. Dies umfasste z. B. den Unterhalt der Ortsnetze, Schaltungen in den Ortsnetzen, Bauvorhaben etc.
  - Leitung: Bezirksbauführer

## Liste der Fernmeldeämter
- Fernsprechamt Berlin
- Fernmeldeamt Cottbus
- Fernmeldeamt Dresden
- Fernmeldeamt Erfurt
- Fernmeldeamt Frankfurt (Oder)
- Fernmeldeamt Gera
- Fernmeldeamt Halle
- Fernmeldeamt Karl-Marx-Stadt
- Fernmeldeamt Leipzig
- Fernmeldeamt Magdeburg
- Fernmeldeamt Neubrandenburg
- Fernmeldeamt Potsdam
- Fernmeldeamt Rostock
- Fernmeldeamt Schwerin
- Fernmeldeamt Suhl
- Fernmeldeamt der Regierung